# Кудряшов Павло Ігорович
Павло Ігорович Кудряшов (рос. Павел Игоревич Кудряшов, нар. 27 листопада 1996, Томськ, Росія) ― російський футболіст, нападник клубу «Том».

## Кар'єра

### Клубна
Павло Кудряшов ― вихованець футбольного клубу «Том», в центр підготовки футболістів якого потрапив у 7 років. Перший тренер ― Микола Миколайович Рудаков. У 15 років перебрався в школу московського «Динамо», де провів півтора року, після чого повернувся в «Том». У сезоні 2013/14 виступав за молодіжний склад томського клубу.
На сезон 2014/15 був заявлений за фарм-клуб «Томі» ― «Том-2». У 21 матчі за команду в цьому сезоні він відзначився п'ятьма забитими голами. Крім того, 22 листопада 2014 року в матчі першості ФНЛ проти «СКА-Енергії» дебютував в основному складі «Томі», вийшовши на заміну в кінці гри.
Сезон 2015/16 знову провів в «Томі-2», де відзначився чотирма голами в 20 матчах.
Сезон 2016/17 почав вже в основній команді «Томі». Дебют гравця в Прем'єр-лізі відбувся 7 серпня 2016 року, коли Кудряшов вийшов на заміну Артему Попову в гостьовому матчі «Томі» проти московського «Локомотива» (2: 2). 21 вересня 2016 року футболіст вперше вийшов у стартовому складі команди в матчі Кубка Росії проти «Сибіру».
16 лютого 2017 року підписав контракт з «Крильями Совєтов». Дебютував у складі самарського клубу 5 березня 2017 року знову в матчі проти московського «Локомотивв».
У липні 2017 року повернувся до «Томі» на правах оренди. У травні 2018 року був заявлений за молодіжний склад клубу. У першому ж матчі 25 травня 2018 року оформив хет-трик у ворота футбольного клубу «СДЮШОР-Кемерово». У липні 2018 року уклав повноцінний контракт з томським клубом на 2 роки. У листопаді 2018 свій перший гол у футбольній національній лізі забив у ворота футбольного клубу «Нижній Новгород».

## Досягнення
«Том»
- Бронзовий призер першості ФНЛ : 2018/20